# Emmanuel Auguste Marie Joseph de la Motte Baraffe
Emmanuel Auguste Marie Joseph de la Motte Baraffe (Doornik, 15 september 1782 – Ere, 9 mei 1852) was een adellijk landeigenaar en Nederlands politicus in de tijd van het Verenigd Koninkrijk der Nederlanden.
Vanaf 1815 droeg hij de titel baron en werd hij voor 11 jaar lid van de Tweede Kamer. Naast zijn Kamerlidmaatschap was hij onder andere kamerheer van koning Willem I in Brussel, lid van de regentschapsraad van Doornik en buitengewoon commissaris en gouverneur van Henegouwen.
Na de onafhankelijkheid van België werd hij Belgisch staatsburger.